# 51. ceremonia wręczenia nagród Grammy
51. ceremonia wręczenia nagród Grammy – gala, która odbyła się 8 lutego 2009 roku, gdzie ogłoszono laureatów nagród Grammy za dokonania muzyczne zrealizowane od 1 października 2007 roku do 30 września 2008. Nominacje do nagród ogłoszono 3 grudnia 2008 roku. Po raz szósty z rzędu ceremonia odbyła się w Staples Center w Los Angeles. Galę w telewizji pokazał CBS w USA o godzinie 20.00 miejscowego czasu, zaś w Polsce TVP2 o godzinie 2.00 polskiego czasu.
Podczas tej edycji Grammy nagrodę MusiCares Person of the Year za całościowy wkład w historię muzyki i filantropii odebrał Neil Diamond.
Najwięcej nominacji do nagród otrzymali: Lil Wayne – 8; Coldplay – 7; po 6: Jay-Z, Ne-Yo i Kanye West; po 5: Alison Krauss, John Mayer, Robert Plant, Radiohead i Jazmine Sullivan; po 4: Jennifer Hudson, Adele, Danger Mouse, The Eagles, Lupe Fiasco, George Strait i T.I.

## Nagrody ogólne
1. Nagranie Roku
- Chasing Pavements – Adele (Eg White, producent; Tom Elmhirst & Steve Price, realizacja i mix)
- Viva la Vida – Coldplay (Markus Dravs, Brian Eno & Rik Simpson, producenci; Michael Brauer & Rik Simpson, realizacja i mix)
- Bleeding Love – Leona Lewis (Simon Cowell, Clive Davis & Ryan „Alias” Tedder, producenci; Craig Durrance, Phil Tan & Ryan „Alias” Tedder, realizacja i mix)
- Paper Planes – M.I.A. (Diplo, producent; Switch, realizacja & mix)
- Please Read The Letter – Robert Plant & Alison Krauss (T Bone Burnett, producent; Mike Piersante, realizacja i mix)

2. Album Roku
- Viva la Vida or Death and All His Friends – Coldplay
- Tha Carter III – Lil Wayne
- Year of the Gentleman – Ne-Yo
- Raising Sand – Robert Plant & Alison Krauss
- In Rainbows – Radiohead

3. Piosenka Roku
- American Boy (William Adams, Keith Harris, Josh Lopez, Caleb Speir, John Stephens, Estelle Swaray & Kanye West) – Estelle & Kanye West
- Chasing Pavements (Adele Adkins & Eg White) – Adele
- I’m Yours (Jason Mraz) – Jason Mraz
- Love Song (Sara Bareilles) – Sara Bareilles
- Viva la Vida (Guy Berryman, Jonny Buckland, Will Champion & Chris Martin) – Coldplay

4. Najlepszy Nowy Artysta
- Adele
- Duffy
- Jonas Brothers
- Lady Antebellum
- Jazmine Sullivan

## Pop
5. Najlepsze Żeńskie Wykonanie Pop
- Chasing Pavements – Adele
- Love Song – Sara Bareilles
- Mercy – Duffy
- Bleeding Love – Leona Lewis
- I Kissed a Girl – Katy Perry
- So What – Pink

6. Najlepsze Męskie Wykonanie Pop
- All Summer Long – Kid Rock
- Say – John Mayer
- That Was Me – Paul McCartney
- I’m Yours – Jason Mraz
- Closer – Ne-Yo
- Wichita Lineman – James Taylor

7. Najlepsze Wokalne Wykonanie Pop przez Duet lub Grupę
- Viva la Vida – Coldplay
- Waiting In The Weeds – Eagles
- Going On – Gnarls Barkley
- Won’t Go Home Without You – Maroon 5
- Apologize – OneRepublic

8. Najlepsza Wokalna Współpraca Pop
- Lesson Learned – Alicia Keys & John Mayer
- 4 Minutes – Madonna, Justin Timberlake & Timbaland
- Rich Woman – Robert Plant & Alison Krauss
- If I Never See Your Face Again – Rihanna & Maroon 5
- No Air – Jordin Sparks & Chris Brown

9. Najlepsze Instrumentalne Wykonanie Pop
- Love Appetite – Steve Cropper & Felix Cavaliere
- I Dreamed There Was No War – Eagles
- Fortune Teller – Fourplay
- Steppin’ Out – Stanley Jordan
- Blast! – Marcus Miller

10. Najlepszy Album Instrumentalny Pop
- Sax For Stax – Gerald Albright
- Greatest Hits Rerecorded Volume One – Larry Carlton
- Jingle All The Way – Béla Fleck & The Flecktones
- The Spice Of Life – Earl Klugh
- A Night Before Christmas – Spyro Gyra

11. Najlepszy Album Wokalny Pop
- Detours – Sheryl Crow
- Rockferry – Duffy
- Long Road Out Of Eden – Eagles
- Spirit – Leona Lewis
- Covers – James Taylor

## Muzyka taneczna
12. Najlepsze Nagranie Muzyki Tanecznej
- Harder, Better, Faster, Stronger – Daft Punk (Daft Punk – produkcja i mix)
- Ready for the Floor – Hot Chip (Hot Chip – produkcja, Dan Carey – mix)
- Just Dance – Lady Gaga featuring Colby O’Donis (RedOne – produkcja, Robert Orton – mix)
- Give It 2 Me – Madonna (Madonna & The Neptunes – produkcja, Andrew Coleman i Spike Stent – mix)
- Disturbia – Rihanna (Brian Kennedy – producent; Phil Tan – mix)
- Black and Gold – Sam Sparro (Jesse Rogg i Sam Sparro – produkcja; Jeremy Wheatley – mix)

13. Najlepszy Album Muzyki Elektronicznej/Tanecznej
- New York City – Brazilian Girls
- Alive 2007 – Daft Punk
- Bring Ya to the Brink – Cyndi Lauper
- X – Kylie Minogue
- Last Night – Moby
- Robyn – Robyn

## Pop tradycyjny
14. Najlepszy Album Wokalnego Popu Tradycyjnego
- Still Unforgettable – Natalie Cole
- The Sinatra Project – Michael Feinstein
- Noël – Josh Groban
- In the Swing of Christmas – Barry Manilow
- Rufus Does Judy at Carnegie Hall – Rufus Wainwright

## Rock
15. Najlepsze Wokalne Wykonanie Solowe Rock
- Gravity – John Mayer
- I Saw Her Standing There – Paul McCartney
- Girls in Their Summer Clothes – Bruce Springsteen
- Rise – Eddie Vedder
- No Hidden Path – Neil Young

16. Najlepsze Wokalne Wykonanie Rock przez Duet lub Grupę
- Rock ’n’ Roll Train – AC/DC
- Violet Hill – Coldplay
- Long Road Out of Eden – Eagles
- Sex on Fire – Kings of Leon
- House of Cards – Radiohead

17. Najlepsze Wykonanie Hard Rock
- Inside the Fire – Disturbed
- Visions – Judas Priest
- Wax Simulacra – The Mars Volta
- Saints of Los Angeles – Mötley Crüe
- Lords of Salem – Rob Zombie

18. Najlepsze Wykonanie Heavy Metal
- Heroes of Our Time – DragonForce
- Nostradamus – Judas Priest
- My Apocalypse – Metallica
- Under My Thumb – Ministry
- Psychosocial – Slipknot

19. Najlepsze Instrumentalne Wykonanie Rock
- Castellorizon – David Gilmour
- Suicide & Redemption – Metallica
- 34 Ghosts I–IV – Nine Inch Nails
- Hope (Live for the Art of Peace) – Rush
- Peaches en Regalia – Zappa Plays Zappa

20. Najlepsza Piosenka Rock
- Girls in Their Summer Clothes (Bruce Springsteen) – Bruce Springsteen
- House of Cards (Radiohead) – Radiohead
- I Will Possess Your Heart (Death Cab for Cutie) – Death Cab for Cutie
- Sex on Fire (Kings of Leon) – Kings of Leon
- Violet Hill (Coldplay) – Coldplay

21. Najlepszy Album Rock
- Viva la Vida or Death and All His Friends – Coldplay
- Rock N Roll Jesus – Kid Rock
- Only by the Night – Kings of Leon
- Only by the Night – Kings of Leon
- Consolers of the Lonely – The Raconteurs

## Muzyka alternatywna
22. Najlepszy Album Muzyki Alternatywnej
- Modern Guilt – Beck Hansen
- Narrow Stairs – Death Cab for Cutie
- The Odd Couple – Gnarls Barkley
- Evil Urges – My Morning Jacket
- In Rainbows – Radiohead

## R’n’B
23. Najlepsze Wokalne Wykonanie Żeńskie R’n’B
- Me, Myself and I – Beyoncé
- Heaven Sent – Keyshia Cole
- Spotlight – Jennifer Hudson
- Superwoman – Alicia Keys
- Need U Bad – Jazmine Sullivan

24. Najlepsze Wokalne Wykonanie Męskie R’n’B
- You’re the Only One – Eric Benét
- Take You Down – Chris Brown
- Miss Independent – Ne-Yo
- Can’t Help But Wait – Trey Songz
- Here I Stand – Usher

25. Najlepsze Wokalne Wykonanie R’n’B przez Duet lub Grupę
- Ribbon in the Sky – Boyz II Men
- Words – Anthony David featuring India.Arie
- Stay with Me (By the Sea) – Al Green featuring John Legend
- I’m His Only Woman – Jennifer Hudson featuring Fantasia
- Never Give You Up – Raphael Saadiq featuring Stevie Wonder & CJ Hilton

26. Najlepsze Wokalne Wykonanie Tradycyjnego R’n’B
- A Change Is Gonna Come – Wayne Brady
- You’ve Got the Love I Need – Al Green featuring Anthony Hamilton
- Baby I Know – (Linda Jones) with Helen Bruner & Terry Jones
- Love That Girl – Raphael Saadiq
- In Love with Another Man – Jazmine Sullivan

27. Najlepsze Wykonanie Urban R’n’B/ R’n’B Alternatywnego
- Say Goodbye to Love – Kenna
- Wanna Be – Maiysha
- Be OK – Chrisette Michele featuring will.i.am
- Many Moons – Janelle Monáe
- Lovin You (Music) – Wayna featuring Kokayi

28. Najlepsza Piosenka R’n’B
- Bust Your Windows (Salaam Remi, Jazmine Sullivan, Deandre Way) – Jazmine Sullivan
- Customer (Carvin & Ivan, Raheem DeVaughn, K. Oliver & J. Smith)  – Raheem DeVaughn
- Heaven Sent (Keyshia Cole, Jason Farmer & Alex Francis) – Keyshia Cole
- Miss Independent (Ne-Yo, StarGate) – Ne-Yo
- Spotlight (Ne-Yo, StarGate) – Jennifer Hudson

29. Najlepszy Album R’n’B
- Love & Life – Eric Benét
- Motown: A Journey Through Hitsville USA – Boyz II Men
- Lay It Down – Al Green
- Jennifer Hudson – Jennifer Hudson
- The Way I See It – Raphael Saadiq

30. Najlepszy Album Współczesnego R’n’B
- Growing Pains – Mary J. Blige
- Back of My Lac' – J. Holiday
- First Love – Karina
- Year of the Gentleman – Ne-Yo
- Fearless – Jazmine Sullivan

## Rap
31. Najlepsze Solowe Wykonanie Rap
- Roc Boys (And the Winner Is)... – Jay-Z
- A Milli – Lil Wayne
- Paris, Tokyo – Lupe Fiasco
- N.I.G.G.E.R. (The Slave and the Master) – Nas
- Sexual Eruption – Snoop Dogg

32. Najlepsze Wykonanie Rap przez Duet lub Grupę
- Royal Flush – Big Boi featuring André 3000 & Raekwon
- Swagga Like Us – T.I. & Jay-Z featuring Kanye West & Lil Wayne
- Mr. Carter – Lil Wayne featuring Jay-Z
- Wish You Would – Ludacris featuring T.I.
- Put On – Young Jeezy featuring Kanye West

33. Najlepsza Współpraca Rapowa/Śpiewana
- American Boy – Estelle featuring Kanye West
- Low – Flo Rida featuring T-Pain
- Green Light – John Legend featuring Andre 3000
- Got Money – Lil Wayne featuring T-Pain
- Superstar – Lupe Fiasco featuring Matthew Santos

34. Najlepsza Piosenka Rap
- Lollipop (D. Harrison, Lil Wayne, J. Scheffer, Static Major & R. Zamor) – Lil Wayne featuring Static Major
- Low (Flo Rida, M. Humphrey & T-Pain) – Flo Rida featuring T-Pain
- Sexual Eruption (S. Lovejoy, Snoop Dogg & Shawty Redd) – Snoop Dogg
- Superstar – Lupe Fiasco featuring Matthew Santos
- Swagga Like Us (T.I., Lil Wayne, Jay-Z, Kanye West, Diplo, Topper Headon, Mick Jones, M.I.A., Paul Simonon & Joe Strummer) – T.I. & Jay-Z featuring Kanye West & Lil Wayne

35. Najlepszy Album Rap
- American Gangster – Jay-Z
- Tha Carter III – Lil Wayne
- Lupe Fiasco’s The Cool – Lupe Fiasco
- Untitled – Nas
- Paper Trail – T.I.

## Country
36. Najlepsze Wokalne Wykonanie Żeńskie Country
- For These Times – Martina McBride
- What I Cannot Change – LeAnn Rimes
- Last Name – Carrie Underwood
- Last Call – Lee Ann Womack
- This Is Me You're Talking To – Trisha Yearwood

37. Najlepsze Wokalne Wykonanie Męskie Country
- You’re Gonna Miss This – Trace Adkins
- In Color – Jamey Johnson
- Just Got Started Lovin' You – James Otto
- Letter to Me – Brad Paisley
- Troubadour – George Strait

38. Najlepsze Wokalne Wykonanie Country przez Duet lub Grupę
- God Must Be Busy – Brooks & Dunn
- Love Don't Live Here – Lady Antebellum
- Every Day – Rascal Flatts
- Blue Side of the Mountain – The SteelDrivers
- Stay – Sugarland

39. Najlepsza Wokalna Współpraca Country
- Shiftwork – Kenny Chesney & George Strait
- Killing the Blues – Robert Plant & Alison Kraus
- House of Cash – George Strait & Patty Loveless
- Life in a Northern Town – Sugarland, Jake Owen & Little Big Town
- Let the Wind Chase You – Trisha Yearwood & Keith Urban

40. Najlepsze Instrumentalne Wykonanie Country
- Sumatra – Cherryholmes
- Two Small Cars in Rome – Jerry Douglas & Lloyd Green
- Sleigh Ride – Béla Fleck & The Flecktones
- Is This America? (Katrina 2005) – Charlie Haden, Pat Metheny, Jerry Douglas & Bruce Hornsby
- Cluster Pluck – Brad Paisley, James Burton, Vince Gill, John Jorgenson, Albert Lee, Brent Mason, Redd Volkaert & Steve Wariner

41. Najlepsza Piosenka Country
- Dig Two Graves (Ashley Gorley & Bob Regan) – Randy Travis
- I Saw God Today (Rodney Clawson, Monty Criswell & Wade Kirby) – George Strait
- In Color (Jamey Johnson, Lee Thomas Miller & James Otto) – Jamey Johnson
- Stay (Jennifer Nettles) – Sugarland
- You’re Gonna Miss This (Ashley Gorley & Lee Thomas Miller) – Trace Adkins

42. Najlepszy Album Country
- That Lonesome Song – Jamey Johnson
- Sleepless Nights – Patty Loveless
- Troubadour – George Strait
- Around the Bend – Randy Travis
- Heaven, Heartache, and the Power of Love – Trisha Yearwood

43. Najlepszy Album Bluegrass
- Cherryholmes III: Don't Believe – Cherryholmes
- Del McCoury Band – Live at The 2008 New Orleans Jazz & Heritage Festival – Del McCoury Band
- The Ultimate Collection / Live at The Ryman – Earl Scruggs With Family & Friends
- Honoring The Fathers Of Bluegrass: Tribute To 1946 And 1947 – Ricky Skaggs & Kentucky Thunder
- Wheels – Dan Tyminski

## New Age
44. Najlepszy Album New Age
- Meditations – William Ackerman
- Pathfinder – Will Clipman
- Peace Time – Jack DeJohnette
- Ambrosia – Peter Kater
- The Scent of Light – Ottmar Liebert & Luna Negra

## Jazz
45. Najlepszy Album Jazzu Współczesnego
- Randy In Brasil – Randy Brecker
- Floating Point – John McLaughlin
- Cannon Re-Loaded: All-Star Celebration Of Cannonball Adderley – Various Artists
- Miles From India – Various Artists
- Lifecycle – Yellowjackets featuring Mike Stern

46. Najlepszy Album Jazzu Wokalnego
- Imagina: Songs Of Brasil – Karrin Allyson
- Breakfast On The Morning Tram – Stacey Kent
- If Less Is More...Nothing Is Everything – Kate McGarry
- Loverly – Cassandra Wilson
- Distances – Norma Winstone

47. Najlepsza Instrumentalna Solówka Jazzowa
- Be-Bop – Terence Blanchard (Track from: Live at The 2007 Monterey Jazz Festival)
- Seven Steps To Heaven – Till Brönner (Track from: The Standard (Take 6))
- Waltz For Debby – Gary Burton & Chick Corea (Track from: The New Crystal Silence)
- Son of Thirteen – Pat Metheny (Track from: Day Trip)
- Be-Bop – James Moody (Track from: Live at The 2007 Monterey Jazz Festival)

48. Najlepszy Instrumentalny Album Jazzowy – Wykonanie Solo lub przez Grupę (Kameralną)
- The New Crystal Silence – Chick Corea & Gary Burton
- History, Mystery – Bill Frisell
- Brad Mehldau Trio: Live – Brad Mehldau Trio
- Day Trip – Pat Metheny With Christian McBride & Antonio Sánchez
- Standards – Alan Pasqua, Dave Carpenter & Peter Erskine Trio

49. Najlepszy Album Jazzowy – Wykonanie przez Duże Zespoły Jazzowe
- Appearing Nightly – Carla Bley and Her Remarkable Big Band
- Act Your Age – Gordon Goodwin's Big Phat Band
- Symphonica – Joe Lovano With WDR Big Band & Rundfunk Orchestra
- Blauklang – Vince Mendoza
- Monday Night Live at the Village Vanguard – The Vanguard Jazz Orchestra

50. Najlepszy Album Jazzu Latynoskiego
- Afro Bop Alliance – Caribbean Jazz Project
- The Latin Side Of Wayne Shorter – Conrad Herwig & The Latin Side Band
- Song For Chico – Arturo O’Farrill & The Afro-Latin Jazz Orchestra
- Nouveau Latino – Nestor Torres
- Marooned/Aislado – Papo Vázquez The Mighty Pirates

## Gospel
51. Najlepsze Wykonanie Gospel
- I Understand – Kim Burrell, Rance Allen, Bebe Winans, Mariah Carey & Hezekiah Walker’s Love Fellowship Tabernacle Church Choir
- East To West – Casting Crowns
- Get Up – Mary Mary
- Shall We Gather At The River – Take 6
- Waging War – CeCe Winans

52. Najlepsza Piosenka Gospel
- Cover Me (James L. Moss) – 21:03 With Fred Hammond, Smokie Norful & J Moss
- Get Up (Erica Campbell, Tina Campbell, Warryn Campbell & Eric Dawkins) – Mary Mary
- Give Me Your Eyes (Brandon Heath & Jason Ingram) – Brandon Heath
- Help Me Believe (Kirk Franklin) – Kirk Franklin
- You Reign (Jim Bryson, Steven Curtis Chapman, Nathan Cochran, Barry Graul, Bart Millard, Mike Scheuchzer & Robby Shaffer) – MercyMe

53. Najlepszy Album Rock Gospel/Rap Gospel
- Hello – After Edmund
- Our World Redeemed – Flame
- We Need Each Other – Sanctus Real
- Rock What You Got – Superchick
- Alive And Transported – TobyMac

54. Najlepszy Album Pop Gospel lub Gospel Współczesne
- This Moment – Steven Curtis Chapman
- What If We – Brandon Heath
- Opposite Way – Leeland
- Hello Love – Chris Tomlin
- Thy Kingdom Come – CeCe Winans

55. Najlepszy Album Southern Gospel/Country Gospel/Bluegrass Gospel
- Room For More – Booth Brothers
- Lovin' Life – Gaither Vocal Band
- Steps To Heaven – Charlie Louvin
- Hymned Again – Bart Millard
- Ephesians One – Karen Peck & New River

56. Najlepszy Album Gospel Tradycyjne
- Down In New Orleans – The Blind Boys Of Alabama
- I'll Say Yes – The Brooklyn Tabernacle Choir
- Take It Back – Dorinda Clark Cole
- Deitrick Haddon Presents... Together In Worship – Voices Of Unity
- Bishop Charles E. Blake Presents... No Limit – The West Angeles COGIC Mass Choir

57. Najlepszy Album Współczesnego R’n’B Gospel
- Reflections – Jason Champion
- The Fight Of My Life – Kirk Franklin
- The Sound – Mary Mary
- Donald Lawrence Introduces: Family Prayer – The Murrills
- Stand Out – Tye Tribbett & G.A.

## Muzyka latynoska
58. Najlepszy Album Popu Latynoskiego
- Cara B – Jorge Drexler
- Palabras del Silencio – Luis Fonsi
- La Vida... Es un Ratico – Juanes
- Cómplices – Luis Miguel
- Tarde O Temprano – Tommy Torres

59. Najlepszy Album Rocka lub Alternatywnej Muzyki Latynoskiej
- Sonidos Gold – Grupo Fantasma
- 45 – Jaguares
- La Verdad – Locos por Juana
- Tijuana Sound Machine – Nortec Collective Presents: Bostich & Fussible
- Mediocre – Ximena Sariñana

60. Najlepszy Album Urban R’n’B Latynoskiego
- La Novela – Akwid
- La Sinfonia – La Sinfonía
- The Royalty/La Realeza – R.K.M. & Ken-Y
- En lo Claro – Voltio
- Los Extraterrestres – Wisin y Yandel

61. Najlepszy Album Tropikalnej Muzyki Latynoskiej
- Cuba: Un Viaje Musical – A Musical Journey – Albita, Rey Ruiz & Donato Poveda
- Renacer – DLG
- Señor Bachata – José Feliciano
- Frutero Moderno – Gonzalo Grau y La Clave Secreta
- Back On The Streets... Taste Of Spanish Harlem Vol. 2 – New Swing Sextet

62. Najlepszy Album Regionalnej Muzyki Meksykańskiej
- Amor, Dolor y Lágrimas: Música Ranchera – Mariachi Los Camperos de Nati Cano
- Desde México: „Cumbia Cusinela” – Huichol Musical
- Vámonos Pa'l Río – Los Pikadientes de Caborca
- Canciones de Amor – Mariachi Divas
- A Puro Dolor – Nadia

63. Najlepszy Album Tejano
- Music Lessons – Chente Barrera y Taconazo
- Friends & Legends – Joe Posada
- Viva La Revolucion – Ruben Ramos & The Mexican Revolution
- All That Jazz... – Tortilla Factory
- Heir To The Throne – Albert Zamora

64. Najlepszy Album Norteño
- Me Enamore de Un Angel – Los Palominos
- Raíces – Los Tigres del Norte
- Corridos: Defendiendo El Honor – Pesado
- Six Pack – Siggno
- Cuidado – Solido

65. Najlepszy Album Banda
- Tu Inspiracion – Alacranes Musical
- Que Bonito... ¡Es Lo Bonito! – Banda El Recodo de Cruz Lizárraga
- Vive Y Dejame Vivir – Cuisillos
- Tiro de Gracia – Lupillo Rivera
- No Es De Madera – Joan Sebastian

## Blues
66. Najlepszy Album Bluesa Tradycyjnego
- The Blues Rolls On – Elvin Bishop
- Skin Deep – Buddy Guy
- All Odds Against Me – John Lee Hooker Jr.
- One Kind Favor – B.B. King
- Pinetop Perkins & Friends – Pinetop Perkins & Friends

67. Najlepszy Album Bluesa Współczesnego
- Peace, Love & BBQ – Marcia Ball
- A Fire – Solomon Burke
- hat Care Forgot – Dr. John And The Lower 911
- Maestro – Taj Mahal
- Simply Grand – Irma Thomas

## Folk
68. Najlepszy Album Folku Tradycyjnego
- Coal – Kathy Mattea
- Comedians & Angels – Tom Paxton
- Bring Me Home – Peggy Seeger
- At 89 – Pete Seeger
- Strangers in Another Country – Rosalie Sorrels

69. Najlepszy Album Americana/Współczesnego Folku
- Day After Tomorrow – Joan Baez
- I, Flathead – Ry Cooder
- Sex & Gasoline – Rodney Crowell
- All I Intended to Be – Emmylou Harris
- Raising Sand – Robert Plant & Alison Krauss

70. Najlepszy Album Natywnej Muzyki Amerykańskiej
- Songs from the Black Hills – Bryan Akipa
- Spo'Mo'Kin'Nan – Black Lodge
- Red Rock – Northern Cree
- Come to Me Great Mystery: Native American Healing Songs – Various Artists (Tom Wasinger, producent)
- Faith – Kevin Yazzie

71. Najlepszy Album Muzyki Hawajskiej
- Ikena – Tia Carrere & Daniel Ho
- Aumakua – Amy Hanaiali'i
- Force of Nature – Led Kaapana & Mike Kaawa
- Hawaiian Slack Key Kings Masters Series Vol. II – Various Artists (Chris Lau & Milton Lau, producenci)
- The Spirit of Hawaiian Slack Key Guitar – Various Artists (Daniel Ho, George Kahumoku Jr., Dennis Kamakahi, Paul Konwiser & Wayne Wong, producenci)

72. Najlepszy Album Muzyki Zydeco lub Cajun
- Live at the 2008 New Orleans Jazz & Heritage Festival – BeauSoleil & Michael Doucet
- From Now On – Michael Doucet
- Homage Au Passé – Pine Leaf Boys
- Live at the 2008 New Orleans Jazz & Heritage Festival – Steve Riley & The Mamou Playboys
- Cedric Watson – Cedric Watson

## Reggae
73. Najlepszy Album Reggae
- Jah Is Real – Burning Spear
- Let's Get Physical – Elephant Man
- Vibes – Heavy D
- Repentance – Lee „Scratch” Perry
- Intoxication – Shaggy
- Amazing – Sly & Robbie

## World Music (muzyka świata)
74. Najlepszy Album Tradycyjnej Muzyki Świata
- Calcutta Chronicles: Indian Slide Guitar Odyssey – Debashish Bhattacharya
- The Mandé Variations – Toumani Diabaté
- Ilembe: Honoring Shaka Zulu – Ladysmith Black Mambazo
- Dancing in the Light – Lakshmi Shankar

75. Najlepszy Album Współczesnej Muzyki Świata
- Shake Away – Lila Downs
- Banda Larga Cordel – Gilberto Gil
- Global Drum Project – Mickey Hart, Zakir Hussain, Sikiru Adepoju & Giovanni Hidalgo
- Rokku Mi Rokka (Give and Take) – Youssou N’Dour
- Live at the Nelson Mandela Theater – Soweto Gospel Choir

## Polka
76. Najlepszy Album – Polka
- El Maestro del Acordeón y Sus Polkas – Paulino Bernal
- Speechless – LynnMarie & Charlie Kelley As The Boxhounds
- Back to Back Hall of Fame Polkas – Walter Ostanek & His Band, Jerry Darlak & The Touch And Bob Kravos & His Band
- Hungry for More – Polka Family Band
- Let the Whole World Sing – Jimmy Sturr and His Orchestra

## Muzyka dziecięca
77. Najlepszy Album z Musicalem dla Dzieci
- Beethoven’s Wig 4: Dance Along Symphonies – Beethoven’s Wig
- Big Round World – Trout Fishing in America
- Here Come the 123s – They Might Be Giants
- Here Comes Brady Rymer and the Little Band That Could – Brady Rymer and the Little Band That Could
- The Shoe Bird – Gerard Schwarz Conducting the Seattle Symphony

78. Najlepszy Album Czytany dla Dzieci
- Around the Campfire – Buck Howdy With BB
- The Big One-Oh – Dean Pitchford
- Brown Bear and Friends – Gwyneth Paltrow
- The Cricket in Times Square – Tony Shalhoub
- Yes To Running! Bill Harley Live – Bill Harley

## Słowo mówione
79. Najlepszy Album Mówiony (Poezja/Audio-Booki/Opowiadania)
- An Inconvenient Truth – Beau Bridges, Cynthia Nixon & Blair Underwood
- Born Standing Up – Steve Martin
- I Am America (And So Can You!) – Stephen Colbert (& Various Artists)
- Life Beyond Measure – Sidney Poitier
- When You Are Engulfed In Flames – David Sedaris

## Kabaret/satyra
80. Najlepszy Album Satyryczny
- Anticipation – Lewis Black
- Flight of the Conchords – Flight of the Conchords
- For Your Consideration – Kathy Griffin
- It's Bad for Ya – George Carlin
- Songs of the Bushmen – Harry Shearer

## MUSICAL
81. Najlepszy Album z Musicalu
- Gypsy – Robert Sher, producent (Jule Styne, kompozycja; Stephen Sondheim, teksty) (2008 Broadway Cast z Patti LuPone & inni)
- In the Heights – Kurt Deutsch, Alex Lacamoire, Andrés Levin, Lin-Manuel Miranda, Joel Moss & Bill Sherman, producenci; Lin-Manuel Miranda, komp./słowa (Original Broadway Cast i Lin-Manuel Miranda oraz inni)
- The Little Mermaid – Bruce Botnick, Michael Kosarin, Alan Menken & Chris Montan, producenci; Alan Menken, kompozytor; Glenn Slater, text (Howard Ashman, tekst) (Original Broadway Cast i Sierra Boggess, Tituss Burgess & inni)
- South Pacific – David Caddick, David Lai & Ted Sperling, producenci (Richard Rodgers, komp.; Oscar Hammerstein II, tekst) (New Broadway Cast oraz Kelli O’Hara, Paulo Szot & inni)
- Young Frankenstein – Doug Besterman, producent; Mel Brooks, komp./tekst (Original Broadway Cast oraz Roger Bart, Megan Mullally, Sutton Foster & inni)

## Film/TV/media wizualne
82. Najlepszy Album Soundtrack – Kompilacja dla Filmu Kinowego/Telewizyjego lub dla Innych Mediów Wizualnych
- American Gangster
- August Rush
- Juno
- Mamma Mia!
- Sweeney Todd – The Demon Barber of Fleet Street

83. Najlepszy Album Soundtrack z Oryginalnymi Utworami Instrumentalnymi dla Filmu Kinowego/Telewizyjego lub dla Innych Mediów Wizualnych
- The Dark Knight – James Newton Howard & Hans Zimmer
- Indiana Jones i Królestwo Kryształowej Czaszki – John Williams
- Iron Man – Ramin Djawadi
- There Will Be Blood – Jonny Greenwood, composer
- WALL·E by Thomas Newman

84. Najlepsza Piosenka Napisana Dla Filmu Kinowego/Telewizyjego lub dla Innych Mediów Wizualnych
- Down to Earth (z WALL·E)  (Peter Gabriel & Thomas Newman) – Peter Gabriel
- Ever Ever After (z Zaczarowana) (Alan Menken & Stephen Schwartz) – Carrie Underwood
- Say (z Choć goni nas czas) (John Mayer) – John Mayer
- That’s How You Know (z Zaczarowana)  (Alan Menken & Stephen Schwartz) – Amy Adams
- Walk Hard (z Idź twardo: Historia Deweya Coxa)  (Judd Apatow, Marshall Crenshaw, Jake Kasdan & John C. Reilly) – John C. Reilly

## Kompozycja/aranżacja
85. Najlepsza Kompozycja Instrumentalna
- The Adventures Of Mutt (z filmu Indiana Jones i Królestwo Kryształowej Czaszki) – John Williams, komp. (John Williams)
- Alegria – Chick Corea, komp. (Chick Corea & Gary Burton)
- Claire's Closet – Russell Ferrante, komp. (Yellowjackets Featuring Mike Stern)
- Danzón De Etiqueta – Dave Grusin, komp. (Lee Ritenour & Dave Grusin)
- Hit The Ground Running – Gordon Goodwin, komp. (Gordon Goodwin's Big Phat Band)

86. Najlepsza Aranżacja Instrumentalna
- Define Dancing (z filmu WALL·E) – Peter Gabriel & Thomas Newman, aran. (Thomas Newman)
- Down In The Valley – Frank Macchia, aran. (Frank Macchia Featuring The Prague Orchestra)
- Duke Ellington's Sound Of Love – Michael Abene, aran. (Joe Lovano With WDR Big Band & Rundfunk Orchestra)
- St. Louis Blues – Bob Brookmeyer, aran. (The Vanguard Jazz Orchestra)
- Yesterdays – Gordon Goodwin, aran. (Gordon Goodwin's Big Phat Band Featuring Art Tatum)

87. Najlepsza Aranżacja Instrumentalna przy Utworze Wokalnym
- Alfie – Vince Mendoza, aran. (Traincha & The Metropole Orchestra)
- Grace – Cedric Dent, aran. (Take 6)
- Here’s That Rainy Day – Nan Schwartz, aran. (Natalie Cole)
- Johnny One Note – Don Sebesky, aran. (John Pizzarelli)
- Lazy Afternoon – Claus Ogerman, aran. (Danilo Perez)

## Opakowanie
88. Najlepsze Opakowanie Nagrań
- Death Magnetic – Bruce Duckworth, Sarah Moffatt & David Turner, art directors (Metallica)
- Hawk Nelson...Is My Friend! – Don Clark, art director (Hawk Nelson)
- Nouns – No Age & Brian Roettinger, art directors (No Age)
- Radio Retaliation – Neal Ashby, Matthew Curry & Patrick Donohue, art directors (Thievery Corporation)
- Summer Rains – Amanda Barrett, Abby DeWald, Renee Jablow & Rick Whitmore, art directors (The Ditty Bops)

89. Najlepsze Wydanie „Box” lub Specjalna Edycja Limitowana Opakowania Albumu
- Ghosts I–IV – Jeff Anderson, Trent Reznor & Rob Sheridan, reż.art. (Nine Inch Nails)
- In Rainbows – Stanley Donwood, Mel Maxwell & Xian Munro, reż.art. (Radiohead)
- Poems & Songs – Qing-Yang Xiao, reż. art. (Wu Sheng)
- Pretty. Odd. – Alex Kirzhner & Panic At The Disco, reż. art. (Panic! at the Disco)
- @ – Aimee Mann & Gail Marowitz, reż.art. (Aimee Mann)

## Opisy albumowe
90. Najlepsza Treść Książeczki Albumu
- Art Of Field Recording Volume I: Fifty Years Of Traditional American Music – dokumentowane przez Arta Rosenbauma; Art Rosenbaum, autor opisów (Various Artists)
- Debate '08: Taft And Bryan Campaign On The Edison Phonograph – Patrick Feaster & David Giovannoni, autorzy opisów (William Jennings Bryan & William Howard Taft)
- Kind Of Blue: 50th Anniversary Collector’s Edition – Francis Davis, autor opisów (Miles Davis)
- Rare & Unreleased Recordings From The Golden Reign Of The Queen Of Soul – David Ritz & Jerry Wexler, autorzy opisów (Aretha Franklin)
- The Unsung Father Of Country Music: 1925-1934 – Henry „Hank” Sapoznik, autor zapisków (Ernest V. Stoneman)

## Nagrania archiwalne
91. Najlepszy Album Nagrań Archiwalnych
- Art Of Field Recording Volume I: Fifty Years Of Traditional American Music (Różni Artyści, prod. Steven Lance Ledbetter & Art Rosenbaum
- Classic Columbia, OKeh And Vocalion Lester Young With Count Basie (1936-1940) (Lester Young With Count Basie) – Scott Wenzel, prod.
- Debate '08: Taft And Bryan Campaign On The Edison Phonograph (William Jennings Bryan & William Howard Taft) – David Giovannoni, Meagan Hennessey & Richard Martin, prod.
- Polk Miller & His Old South Quartette (Polk Miller & His Old South Quartette) – Ken Flaherty Jr., prod.

To Be Free: The Nina Simone Story (Nina Simone) – Richard Seidel, prod.

## Produkcja w muzyce rozrywkowej
92. Najlepiej Zaaranżowany Album w Muzyce Rozrywkowej
- Consolers of the Lonely – The Raconteurs (Joe Chiccarelli, Vance Powell & Jack White III)
- Just A Little Lovin' – Shelby Lynne (Al Schmitt)
- Lay It Down – Al Green (Jimmy Douglass, Russell „The Dragon” Elevado & John Smeltz)
- Still Unforgettable – Natalie Cole (Steve Genewick, Al Schmitt & Bill Schnee)
- We Sing. We Dance. We Steal Things. – Jason Mraz (Dyre Gormsen & Tony Maserati)

93. Producent Roku
- Danger Mouse
- Nigel Godrich
- Johnny K
- Rick Rubin
- will.i.am

94. Najlepsze Rozrywkowe Zremiksowane Nagranie
- Closer (StoneBridge Radio Edit) (rmx – StoneBridge) – Ne-Yo
- Electric Feel (Justice Remix) (rmx – Justice) – MGMT
- 4 Minutes (Junkie XL Remix) (rmx – Junkie XL) – Madonna featuring Justin Timberlake & Timbaland
- Just Fine (Moto Blanco Remix) rmx - Moto Blanco) Mary J. Blige
- The Longest Road (Deadmau5 Remix) (rmx – Deadmau5) – Morgan Page featuring Lissie

## Technika zapisu dźwięku surround sound
95. Najlepszy Album w Systemie Zapisu 5.1
- Divertimenti – Øyvind Gimse & TrondheimSolistene
- Mussorgsky: Pictures At An Exhibition; Night On Bald Mountain; Prelude To Khovanshchina – Paavo Järvi & Cincinnati Symphony Orchestra
- Rheinberger: Sacred Choral Works – Charles Bruffy, Phoenix Bach Choir & Kansas City Chorale
- Ringo 5.1 The Surround Sound Collection – Ringo Starr
- Sensurround + B-Sides – Cornelius

## Produkcja w muzyce poważnej
96. Najlepiej Zaaranżowany Album Muzyki Poważnej
- Berlioz: Symphonie Fantastique (aran.Fred Vogler) – Gustavo Dudamel & Los Angeles Philharmonic)
- Divertimenti (aran. Morten Lindberg & Hans Peter L’Orange) – Øyvind Gimse & TrondheimSolistene
- Puccini: La Bohème (aran. Michael Bishop) – Robert Spano & Atlanta Symphony Orchestra & Chorus
- Respighi: Church Windows, Brazilian Impressions, Rossiniana (aran. John Newton) – JoAnn Falletta & Buffalo Philharmonic Orchestra
- Traditions And Transformations: Sounds Of Silk Road Chicago (aran. David Frost, Tom Lazarus & Christopher Willis) – Miguel Harth-Bedoya, Alan Gilbert, Silk Road Ensemble, Wu Man, Yo-Yo Ma & Chicagowska Orkiestra Symfoniczna

97. Producent Roku – Muzyka Poważna
- David Frost
- David Groves
- Judith Sherman
- Robert Woods
- Robina G. Young

## Muzyka poważna
98. Najlepszy Album Muzyki Poważnej
- Maria – Adam Fischer; Orchestra La Scintilla
- O’Regan, Tarik: Threshold Of Night – Company Of Strings; Company Of Voices & Conspirare
- Schoenberg/Sibelius: Violin Concertos – Swedish Radio Symphony Orchestra
- Spotless Rose: Hymns To The Virgin Mary – dyr. Charles Bruffy; Phoenix Chorale
- Weill: Rise And Fall Of The City Of Mahagonny – Donnie Ray Albert, John Easterlin, Steven Humes, Mel Ulrich & Robert Wörle; Los Angeles Opera Chorus; Los Angeles Opera Orchestra

99. Najlepsze Wykonanie Orkiestrowe
- D’Indy: Orchestral Works, Vol. 1 – Iceland Symphony Orchestra, dyr. Rumon Gamba
- Glazunov: Symphony No. 6, La Mer, Introduction And Dance From Salome – Royal Scottish National Orchestra, dyr. José Serebrier
- Prokofiev: Scythian Suite, Op. 20 – Chicagowska Orkiestra Symfoniczna, dyr. Alan Gilbert
- Shostakovich: Symphony No. 4 – Chicagowska Orkiestra Symfoniczna, dyr. Bernard Haitink
- Walden, Chris: Symphony No. 1, The Four Elements – Hollywood Studio Symphony Orchestra, dyr. Chris Walden

100. Najlepsze Nagranie Opery
- Tan Dun: The First Emperor – The Metropolitan Opera Orchestra; The Metropolitan Opera Chorus
- Lully: Psyché – Boston Early Music Festival Orchestra; Boston Early Music Festival Chorus
- Monteverdi: L’Orfeo – Concerto Italiano
- Tchaikovsky: Eugene Onegin – The Metropolitan Opera Orchestra; The Metropolitan Opera Chorus
- Weill: Rise And Fall Of The City Of Mahagonny – Donnie Ray Albert, John Easterlin, Steven Humes, Mel Ulrich & Robert Wörle; Los Angeles Opera Orchestra; Los Angeles Opera Chorus

101. Najlepsze Wykonanie Chóralne
- O’Regan, Tarik: Threshold Of Night – Company Of Strings; Company Of Voices & Conspirare
- Rheinberger: Sacred Choral Works – Kansas City Chorale & Phoenix Bach Choir
- Symphony Of Psalms – Berliner Philharmoniker; Rundfunkchor Berlin
- Szymanowski, Karol: Stabat Mater – Jarosław Brek, Iwona Hossa & Ewa Marciniec; Warsaw Philharmonic Orchestra; Warsaw Philharmonic Choir, dyr. Antoni Wit, Henryk Wojnarowski
- Tippett: A Child Of Our Time – Steve Davislim, Mihoko Fujimura, Matthew Rose & Indra Thomas; London Symphony Orchestra; London Symphony Chorus

102. Najlepsze Solistyczne Wykonanie Instrumentalne (z Orkiestrą)
- Bloch/Lees:Violin Concertos – John McLaughlin Williams, dyr.; Elmar Oliveira (National Symphony Orchestra Of Ukraine)
- Harrison: Pipa Concerto – Miguel Harth-Bedoya, dyr.; Wu Man (Chicagowska Orkiestra Symfoniczna)
- Mozart: Piano Concertos 17 & 20 – Leif Ove Andsnes (Norwegian Chamber Orchestra)
- Saint-Saëns: Piano Concertos 2 & 5 – Charles Dutoit, dyr.; Jean-Yves Thibaudet (L’Orchestre De La Suisse Romande)
- Schoenberg/Sibelius: Violin Concertos – Esa-Pekka Salonen, dyr.; Hilary Hahn(Swedish Radio Symphony Orchestra)

103. Najlepsze Solistyczne Wykonanie Instrumentalne (bez Orkiestry)
- In A State Of Jazz – Marc-André Hamelin
- Piano Music Of Salonen, Stucky, And Lutosławski – Gloria Cheng
- Red Cliff Capriccio – Wei Li
- Revolutionary – Cameron Carpenter
- Strange Toys – Joan Jeanrenaud

104. Najlepsze Wykonanie Kameralne
- Brahms: String Quartet Op. 51, No. 2, Piano Quintet Op. 34 – Stephen Hough; Takács Quartet
- Carter, Elliott: String Quartets Nos. 1 And 5 – Pacifica Quartet
- Folk Songs – Trio Mediaeval
- Right Through The Bone – Julius Röntgen Chamber Music – ARC Ensemble
- String Poetic – Jennifer Koh & Reiko Uchida

105. Najlepsze Wykonanie przez Orkiestrę Kameralną
- Divertimenti – Øyvind Gimse, dyr.; TrondheimSolistene
- Tan Dun: Pipa Concerto; Hayashi: Viola Concerto; Takemitsu: Nostalgia – Roman Balashov, dyr.; Jurij Baszmiet; Moscow Soloists (Wu Man)
- Im Wunderschoenen Monat Mai – Reinbert De Leeuw, dyr.; Barbara Sukowa; Schoenberg Ensemble
- Monk: Impermanence – Meredith Monk & Vocal Ensemble
- Spotless Rose: Hymns To The Virgin Mary – Charles Bruffy, dyr.; Phoenix Chorale

106. Najlepsze Wokalne Wykonanie Poważne
- Corigliano: Mr. Tambourine Man: Seven Poems Of Bob Dylan – Hila Plitmann (JoAnn Falletta; Buffalo Philharmonic Orchestra)
- Fussell, Charles: Wilde – Sanford Sylvan (Gil Rose; Boston Modern Orchestra Project)
- Gomidas Songs – Isabel Bayrakdarian (Eduard Topchjan; Serouj Kradjian; Chamber Players Of The Armenian Philharmonic Orchestra)
- Maria – Cecilia Bartoli (Adam Fischer; Orchestra La Scintilla)
- Terezín: Theresienstadt – Anne Sofie Von Otter (Christian Gerhaher & Daniel Hope; Bengt Forsberg & Gerold Huber)

107. Najlepsza Współczesna Kompozycja Poważna
- Dalbavie: Concerto Pour Flûte – Marc-André Dalbavie (Péter Eötvös)
- Gandolfi: The Garden Of Cosmic Speculation – Michael Gandolfi (Robert Spano)
- Mr. Tambourine Man: Seven Poems Of Bob Dylan – John Corigliano (JoAnn Falletta)
- Violin Concerto No. 2 – George Tsontakis (Douglas Boyd)
- Walden, Chris: Symphony No. 1, The Four Elements – Chris Walden (Chris Walden)

108. Najlepsze Nagranie Muzyki Eksperymentalnej
- Baroque -Gabriela Montero
- Indigo Road – Ronn McFarlane
- Olde School – East Village Opera Company
- The Othello Syndrome – Uri Caine Ensemble
- Simple Gifts – The King’s Singers

## Video muzyczne
109. Najlepszy Krótkometrażowy Film Muzyczny
- Honey – Erykah Badu, reż. – Erykah Badu & Mr. Roboto
- Who’s Gonna Save My Soul -Gnarls Barkley, reż. – Chris Milk
- Another Way To Die – Alicia Keys & Jack White, reż. – PR Brown & MK12
- House Of Cards – Radiohead, reż. – James Frost
- Pork And Beans – Weezer, reż. – Mathew Cullen

110. Najlepszy Długometrażowy Film Muzyczny
- Where The Light Is – Live in Los Angeles – John Mayer, reż. Danny Clinch
- Runnin' Down A Dream – Tom Petty & The Heartbreakers, reż. Peter Bogdanovich
- Good Girl Gone Bad Live – Rihanna, reż. Paul Caslin
- Respect Yourself – The Stax Records Story, reż. Robert Gordon(inne języki) & Morgan Neville
- Amazing Journey: The Story Of The Who – The Who, reż. Paul Crowder & Murray Lerner